# Église de la Décollation-de-Saint-Jean-Baptiste de Traves
Pour les articles homonymes, voir Église de la Décollation-de-Saint-Jean-Baptiste.
L'église de la Décollation-de-Saint-Jean-Baptiste est l'église paroissiale du village de Traves, dans le département de la Haute-Saône.

## Historique
Après le traité de Nimègue entre la France et l'Espagne, le 17 septembre 1678, la Franche-Comté est rattachée au royaume de France.
L'« ordonnance sur le fait des eaux et forêts »  d'août 1669 avait entraîné la mise en place par Colbert d'une nouvelle organisation des Eaux et Forêts. Avec son rattachement à la France, la Franche-Comté intègre la « Grande maîtrise des eaux et forêts des Duché et Comté de Bourgogne, Besse et Alsace » qui a pour objet la gestion des forêts royales et ecclésiastiques.
La paroisse de Traves est le siège d'un décanats du diocèse au XVIIIe siècle et comprend aussi Bucey-lès-Traves et le hameau du Moutherot . Dans les années 1720, il existe à Traves une modeste église et un presbytère près d'une motte castrale avec les ruines d'un château appartement de la famille de Bauffremont.
Un nouveau curé de la communauté des prêtres missionnaires de Beaupré fondée par Antoine-Pierre de Grammont, Pierre Nicolas Humbert, arrive à Traves, en mars 1744, comme vicaire apostolique. L'année suivante il a amené les habitants de Traves et de Bucey-lès-Traves à bâtir une nouvelle église.
Pour financer la construction d'une nouvelle église, les habitants ont demandé et obtenu du Conseil d'État, à l'automne 1745, de la réserve des bois communaux. le grand maître des eaux et forêts des Duché et Comté de Bourgogne, Besse et Alsace, Philibert Durand d'Auxy (1684- ), grand maître de 1714 à 1748, a procédé au siège de la maîtrise particulière de Vesoul à l'adjudication des bois, le 15 décembre 1745, puis, à la suite, l'adjudication des travaux de l'église et du presbytère à l'entrepreneur bisontin Pierre Joseph Amodru, pour 16 000 livres. Le produit de la vente du quart de réserve des bois n'étant pas suffisant pour permettre la construction de l'église et du presbytère, une deuxième vente a dû être faite en janvier suivant. En avril 1746, les habitants de Traves ont acquis le terrain du marquis Louis Bénigne de Beauffremont.
Le 13 mai 1746, Pierre Nicolas Humbert a invité tous les curés du voisinage à la pose de la première pierre. L'église a été construite sur un plan centré. Le nom de l'architecte n'est pas connu. Pierre Nicolas Humbert entretenait de bons rapports, depuis 1730, avec les architectes Jean-Pierre Galezot et surtout Nicolas Nicole. Il est probable que le curé Humbert soit l'auteur des plans de l'église, mais peut-être en s'inspirant de dessins faits par Nicolas Nicole car on retrouve des dispositions semblables pour la chapelle du collège des Jésuites de Vesoul et à l'église de l'Assomption de Voray-sur-l'Ognon. Cette hypothèse est d'autant plus probable qu'il a envoyé un plan de coupole de l'église de Confracourt en 1746.
Le 8 novembre 1747, Pierre Nicolas Humbert préside à la bénédiction de l'église neuve. L'entrepreneur Amodru poursuit les travaux avec ceux du presbytère qu'il termine à la fin de 1749.
En 1749, les habitants de Traves demandent au grand maître des eaux et forêts, Claude François Renouard de Fleury-Villayer, d'envoyer un expert pour procéder à la réception des travaux. Ils précisent que l'entrepreneur Pierre Joseph Amodru « n'a pas exactement suivi les plans et devis de l'église, ce n'a été que pour rendre cette construction plus solide, plus durable, moins dispendieuse à la communauté, et que M. d'Auxy, lors grand maître, ayant examiné et fait examiner par des gens et habiles architectes les nouveaux plans et devis, les approuva et ordonna qu'ils seraient exécutés ».
Pierre Nicolas Humbert est désigné par les habitants pour occuper la cure de Saint-Vit dans le Doubs, en 1748. Malgré son départ, les habitants de Traves le chargèrent de donner les dessins de la décoration de l'église et du retable, en 1752. À la Toussaint 1760, les retables du maître-autel et des chapelles sont en place. Ils ont été réalisés par Claude Charles Garnier (1720-1776), sculpteur bisontin réputé.
Un lanternon est ajouté à la toiture à l'impériale du clocher par l'architecte départemental Louis Moreau, en 1829. En 1840, après sa visite, le cardinal Mahieu, archevêque de Besançon, demande que les dorures du mobilier soient refaites et une mise en peinture de l'intérieur de l'édifice sous le contrôle des architectes Charles Vincent Théodore Lebeuffe et Adrien Renahy.
Une restauration complète de la charpente et de la toiture est dirigée par l'architecte en chef Richard Duplat, en 2011 et 2012.

## Protection
Elle fait l’objet d’un classement au titre des monuments historiques depuis le 17 novembre 1998.

## Description
On accède à l'église par un clocher-porche. Elle présente un plan centré en croix grecque et est couverte d'une coupole sur pendentifs, reposant sur quatre colonnes.
Elle possède un riche mobilier du XVIIIe siècle et des statues, qui font l’objet d’une inscription au titre objet des monuments historiques depuis le 12 décembre 1959.

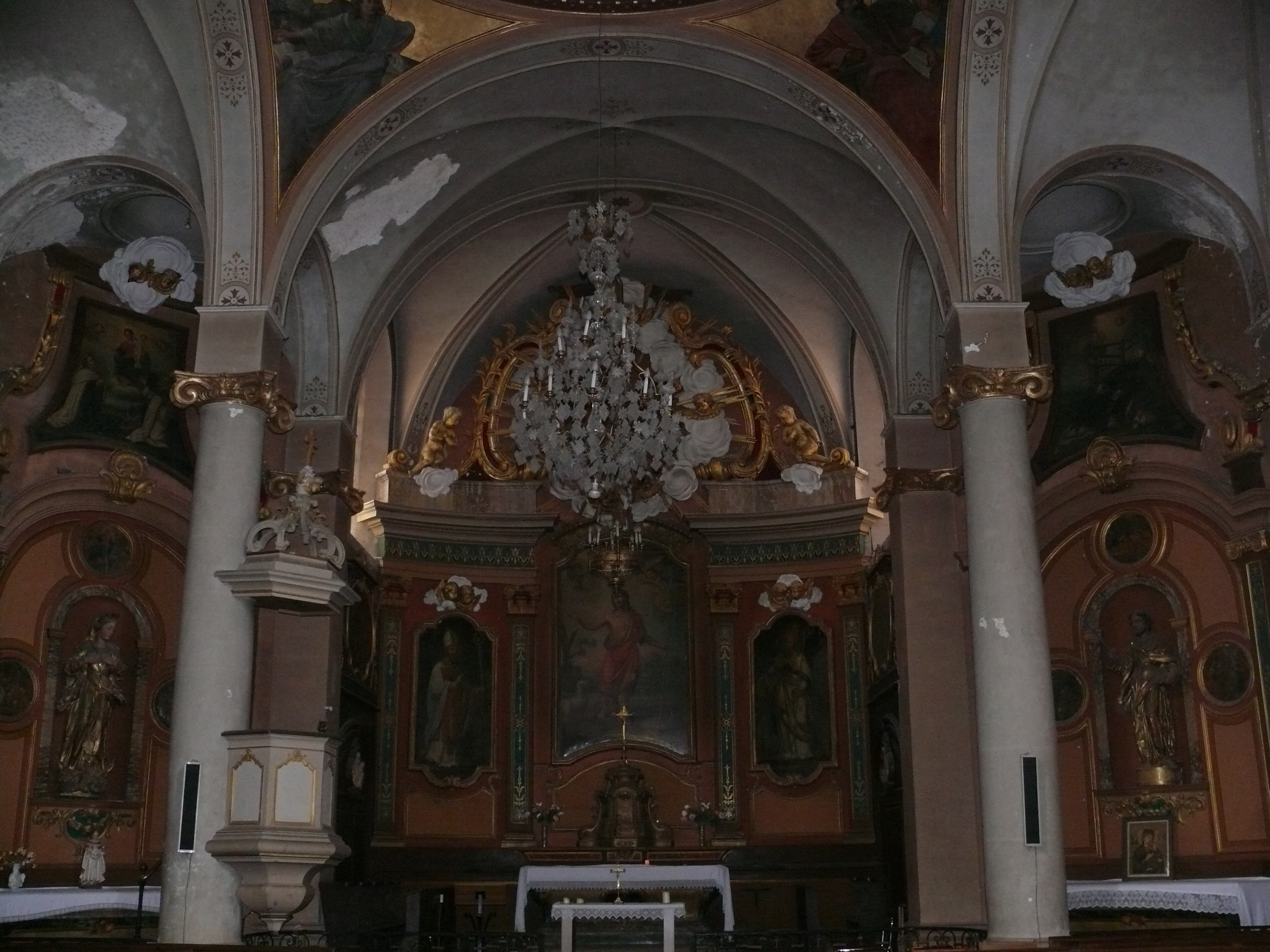
Intérieur de l'église avec le maître-autel et le retable